# Koefficient
Koefficient er indenfor bl.a. matematik, fysik og kemi udtryk for en konstant faktor eller talværdi, som en variabel størrelse kan ganges med for at finde frem til en bestemt værdi; eks. er koefficienterne til x og y i polynomiet 2x + 3y henholdsvis 2 og 3. 
Når man snakker koefficienter findes der også hældningskoefficienten, som er et tal, der definerer en linjes hældning i et koordinatsystem. Linjen med ligningen y=ax+b har hældningskoefficienten a.
| Matematik | Spire Denne artikel om matematik er en spire som bør udbygges. Du er velkommen til at hjælpe Wikipedia ved at udvide den. |